# Augusto Brandt
Augusto Brandt (* 1892 in Puerto Cabello; † 1942 in Caracas) war ein venezolanischer Komponist und Violinist.

## Leben
Der Sohn deutscher Einwanderer und jüngere Bruder des Schriftstellers Carlos Brandt hatte als Kind Klavierunterricht bei Ana Jhan Wittestein und komponierte bereits im Alter von sechs Jahren erste Stücke. Seit 1903 studierte er Violine in Caracas. Im Teatro Municipal der Stadt wurde 1910 ein von ihm komponierter Triumphmarsch zur Hundertjahrfeier der Revolution unter Simón Bolívar unter seiner Leitung aufgeführt.
Mit einem Stipendium der venezolanischen Regierung ging er nach Belgien. Dort war er Schüler von César Thomson am Konservatorium von Brüssel, das er mit dem ersten Preis im Fach Violine abschloss. Er lebte dann in New York, wo er zunächst erster Violinist des Orchesters der Paramount-Theaters wurde. Später wechselte er zum Orchester des Radiosenders WOR. Hier wirkte er zunächst als erster Violinist, später auch als Soloviolinist und Dirigent.
Nach dem Tod des Diktators Juan Vicente Gómez kehrte Brandt nach Venezuela zurück, wo er und sein Bruder Carlos sich durch ihren Einsatz für die Menschenrechte großes Ansehen erwarben.

## Werke
- Jesús aplaca la tormenta, 1898
- Marcha Triunfal, 1910
- Joropo de Concierto für Violine
- Preludio en fa menor für Klavier
- Himno Panamericano, 1934
- Marcha Solemne
- Bolívar en el Panteón
- Dulce Ensueño
- Recuerdos de mi Tierra, Walzer
- Canción de Cuna, Walzer
- Tu partida, Walzer
- Nocturno, Walzer
- Desfile Militar, Walzer
- Himno Bolivariano, Walzer
- Súplica, Walzer
- El adiós de las gaviotas, Walzer
- Besos en mis sueños, Walzer
- Adiós a las Gaviotas, Sonata-Fantasia für Klavier